# 拉克人
拉克人是一个东北高加索原住民族，历史上聚居于达吉斯坦的拉卡区和库利区，说拉克语。目前全世界有约20万拉克人，俄罗斯约有17万人。